# Robert Hooks
Robert Dean „Bobby” Hooks (ur. 18 kwietnia 1937 w Waszyngtonie) – amerykański aktor, reżyser teatralny i aktywista. W swojej długoletniej i bogatej karierze filmowej, obejmującej ponad sto ról filmowych i telewizyjnych, przyszło mu występować u boku tak znanych gwiazd światowego kina jak: Michael Caine, Jane Fonda, James Stewart, Wesley Snipes, Laurence Fishburne, Faye Dunaway, George C. Scott, Richard Pryor czy Lee Grant.

## Życiorys

### Wczesne lata
Urodził się w szpitalu w Foggy Bottom, jednej z najstarszych, prestiżowych dzielnic Waszyngtonu, jako najmłodsze z pięciorga dzieci szwaczki Mae Berthy (z domu Ward) i Edwarda Hooksa, którzy przeprowadzili się z Rocky Mount w Karolinie Północnej z czwórką innych dzieci: córkami - Bernice i Caroleigh oraz synami - Charlesem „Charliem” i Jamesem Walterem „Jimmym”. Jego ojciec zginął w wypadku przy pracy na kolei w 1939, gdy Robert miał dwa lata.
Uczęszczał do Stevens Elementary School. W wieku dziewięciu lat, za namową swojej najstarszej siostry Bernice, która prowadziła teatralne warsztaty szkolne we Francis Junior High School wystąpił w swojej pierwszej sztuce teatralnej – Piraci z Penzance. Jako uczeń szkoły podstawowej wraz z rodzeństwem co roku pracował na plantacji tytoniu swojego wuja, aby zarobić pieniądze na dalsza naukę. W 1954, wraz z początkiem likwidacji segregacji rasowej w szkolnictwie USA (Brown v. Board of Education), przeniósł się do Filadelfii, gdzie rozpoczął naukę w West Philadelphia High School. Tam też zdobywał swoje pierwsze doświadczenia aktorskie – amatorsko występował w sztukach Samuela Becketta i Williama Shakespeare’a. W 1956, po ukończeniu szkoły, zrezygnował (na rzecz dwójki początkujących aktorów - Charlesa Dierkopa i Bruce’a Derna) z przyznanego mu stypendium w Temple University i wstąpił do filadelfijskiej The Bessie V. Hicks School of Theatre. Po jej ukończeniu w 1959 przeniósł się do Nowego Jorku.

### Kariera
W kwietniu 1960 zastąpił Louisa Gossetta i zadebiutował na Brodwayu w roli George’a Murchisona w sztuce Lorraine Hansberry Rodzynek w słońcu (A Raisin in the Sun) u boku Sidneya Poitiera i Ruby Dee. W 1961 pojawił się na Broadwayu w przedstawieniu Shelagh Delaney Smak miodu (A Taste of Honey), zastępując Billy’ego Dee Williamsa. W 1962 trafił na off-Broadway i w zastępstwie za Jamesa Earla Jonesa zagrał Deodatusa Village’a w spektaklu Jeana Geneta Murzyni (The Blacks). W 1963 powrócił na off-Broadway jako Dennis Thornton w musicalu Ballada dla Bimshire (Ballad for Bimshire), a w 1964 jako asystent sceniczny w sztuce Tennessee Williamsa Pociąg mleczny już się tu nie zatrzymuje (The Milk Train Doesn’t Stop Here Anymore) z udziałem Tallulaha Bankheada i Taba Huntera. Zaraz potem, 24 marca 1964, na off-Broadwayu zapoczątkował rolę Claya w Holendrze (Dutchman) Amiri Baraki, gdzie był też producentem przedstawienia. Były to wszystko sztuki znanych, współczesnych amerykańskich i europejskich dramaturgów, uznawane obecnie za klasykę swojego gatunku. Współzałożyciel Negro Ensemble Company, Hooks był także twórcą DC Black Repertory Company z siedzibą w jego rodzinnym Waszyngtonie.
W 1963 po raz pierwszy wystąpił na małym ekranie jako detektyw Stern w jednym z odcinków serialu East Side/West Side - pt. „Pełnoletność” (Age of Consent) z George’em C. Scottem i Cicely Tyson. Jego kinowym debiutem była rola Reeve’a Scotta w dramacie Szybki zmierzch (Hurry Sundown, 1967) u boku Michaela Caine’a, Jane Fondy i Diahann Carroll. W trzecim filmie pełnometrażowym kultowej serii Star Trek – Star Trek III: W poszukiwaniu Spocka (1984) w reżyserii Leonarda Nimoya zagrał postać admirała Morrowa.

## Nagrody i nominacje
W 1966 zdobył dwie nagrody Theatre World - jako producent spektaklu Douglasa Turnera Warda Szczęśliwe zakończenie / dzień nieobecności (Happy Ending / Day of Absence) i za rolę Razza w Gdzie jest tatuś? (Where’s Daddy?), a także był nominowany do Tony Award za rolę Clema w musicalu Hallelujah, Baby!. W 1967 zdobył Złoty Laur. Jako współtwórca The Negro Ensemble Company w 1968 odebrał Vernon Rice-Drama Desk Award, a w 1969 został uhonorowany nagrodą specjalną Tony Award. W 1974 przyznano jemu Tony Award za produkcję Rzeka Niger (The River Niger). Otrzymał zarówno nagrodę Pioneer Award, jak i NAACP Image Award za całokształt twórczości i został wprowadzony do galerii sław czarnoskórych aktorów Black Filmmakers Hall of Fame. Zdobył także nagrodę Emmy za specjalny program PBS Voices of Our People.

## Działalność pozasceniczna
W 1967 wraz z Douglasem Turnerem Wardem był założycielem non-profitowej organizacji "The Negro Ensemble Company" ("NEC"). Za pomocą stypendiów oraz warsztatów i seminariów zawodowych, od ponad 50 lat promuje ona i wspiera czarnoskórych aktorów. Fundator lub współzałożyciel i koordynator kilku innych inicjatyw siostrzanych do "NEC", stawiających sobie za cel promocję i wspieranie przedstawicieli mniejszości etnicznych USA na polu kultury i nauki oraz przestrzeganie ich praw obywatelskich

## Życie prywatne
Trzykrotnie żonaty. Ze związków tych (z Rosie Lee Hooks – aktorką, Yvonne Hickman i Lorrie Marlow – również aktorką) ma czworo dzieci. Obydwa pierwsze małżeństwa zakończyły się rozwodem. Od 2008 roku jest żonaty z aktorką Lorrie Marlow. Ojciec Kevina Hooksa – reżysera i aktora, Erica Hooksa i Christophera Cartera – również aktorów, a także Cecelii Ann Hooks Onibudo, Michelle Thomas Hooks, Roberta Hooks Jr. i Kiyo Dean Tarpley Hooks.

## Filmografia

### Filmy
- 1967: Szybki zmierzch – Reeve Scott
- 1970: Przyrodni bracia – Chicken
- 1970: Czarna brygada (TV) – porucznik Edward Wallace
- 1977: Port lotniczy ’77 – Eddie
- 1984: Star Trek III: W poszukiwaniu Spocka – admirał Morrow
- 1992: Pasażer 57 – Dwight Henderson
- 1996: Ścigani – porucznik Clark
- 2000: Siedemnaście mieć lat... – dziadek Eugene „Gene” Donovan

### Seriale TV
- 1963: East Side/West Side – detektyw Stern
- 1967–1969: N.Y.P.D. – detektyw Ward
- 1974: Ulice San Francisco – Joe Joplin
- 1983: Hardcastle i McCormick – por. Carlton
- 1983–1985: T.J. Hooker – detektyw Joe Fisher / por. Ellis
- 1984: Dynastia – dr Walcott
- 1986, 1995: Napisała: Morderstwo – Kendall Ames, Everett Charles Jensen
- 1989: Inny świat – Phillip Dalton
- 1989: Pokolenia – dr Warren Jackson
- 1987: Flash – szef Arthur Cooper
- 1993: Bajer z Bel-Air – Dean Morgan
- 1993: Prawnicy z Miasta Aniołów – sędzia Earl Gregory
- 1993: Sindbad –  Pan Winters
- 1994–1995: M.A.N.T.I.S. – burmistrz Lew Mitchell
- 1994–1995: Kroniki Seinfelda – Joe Temple
- 1996: Diagnoza morderstwo – prokurator Andrew Chivers
- 1996: Słodkie zmartwienia – Benjamin Davenport
- 1998: Triumf odwagi – Thomas
- 1999–2000: Gra na maksa – Joe Sherman
- 2003: Obława – kapitan
- 2007: Lincoln Heights – detektyw Chase